# Cuxac-Cabardès
Cuxac-Cabardès é uma comuna francesa na região administrativa de Occitânia, no departamento de Aude. Estende-se por uma área de 25,06 km². Em 2010 a comuna tinha 930 habitantes (densidade: 37,1 hab./km²).